# Three Weekends
Three Weekends é um filme mudo do gênero comédia dramática produzido nos Estados Unidos, dirigido por Clarence G. Badger e lançado em 1928.